# Guillaume Bottazzi
Guillaume Bottazzi (Lyon, 25 juli 1971) is een Frans kunstschilder.

## Biografie
Op 17-jarige leeftijd besloot Guillaume Bottazzi kunstenaar te worden en er zijn enige activiteit van te maken. Hij begon zijn schilderopleiding in Italië, in Florence. Terug in Frankrijk vestigde hij zich, als laureaat van een wedstrijd, in een atelier dat hem door het Franse Ministerie van Cultuur was toegekend en dat hij vervolgens verliet om naar Zuid-Frankrijk te migreren.
Later vertrok hij om in New York te gaan wonen en zijn carrière te ontwikkelen. Guillaume Bottazzi heeft zijn werk in verschillende landen ontwikkeld, met name in Europa, Azië en de Verenigde Staten. Hij verhuisde naar New York in de jaren 2000 en zijn werk is tentoongesteld in de Goldstrom Gallery en de Annex Gallery, een dependance van de White Cube.
In 2004 ging Guillaume Bottazzi naar Japan, wat een culturele schok voor hem was, een nieuwe bron van inspiratie. In 2010 creëerde Guillaume Bottazzi, op initiatief van de Tokyo Metropolitan Government, de Tokyo Metropolitan History and Culture Foundation, het National Art Center, het Suntory Art Museum en het Mori-Kunstmuseum, een monumentaal abstract werk van 100 m², in het hart van Tokio, in de wijk Roppongi.
In Sapporo, op het eiland Hokkaido, is op alle gevels van het Miyanomori International Art Museum een schilderij te zien dat in 2011 werd gemaakt; een werk van 900 m², het grootste schilderij in Japan. Dit museum organiseerde een solotentoonstelling van het werk van de kunstenaar en droeg daarmee bij aan de ondersteuning van de slachtoffers van de aardbeving en tsunami van maart 2011. Werken van de kunstenaar Guillaume Bottazzi maken deel uit van de permanente collectie van het museum.
Het Mori Building Company heeft in 2012 verschillende werken van de Franse kunstenaar in opdracht gegeven, na de selectie van het Mori-Kunstmuseum. De kunstwerken vinden plaats in de nieuwe Ark Hills Sengokuyama wolkenkrabber in het hart van het nieuwe Toranomon district in het centrum van Tokio.
In Tokio wordt Bottazzi vertegenwoordigd door de Itsutsuji Gallery. Itsutsuji Gallery is een belangrijke galerij in Japan. Het is bekend dat de galerij kunstenaars van Support-Surfaces en andere zoals Pierre Buraglio, François Rouan, Simon Hantaï en Pierre Soulages heeft geïntroduceerd.
De kunstwerken van Guillaume Bottazzi worden ook voorgesteld door de galerij Artiscope in Brussel.
In 2015 werd een 216 m² groot schilderij van Guillaume Bottazzi opgenomen in de artistieke rondleiding van La Défense in Parijs.
In 2016 was Guillaume Bottazzi gast bij het evenement "Le French May", dat jaarlijks door het consulaat-generaal van Frankrijk in Hongkong en Macau wordt georganiseerd. Op deze tentoonstelling van 565 m² in de Centrale Bibliotheek van Hongkong waren er 26 recente werken te zien.
Tussen 2016 en 2017 creëerde hij een 16 meter hoog schilderij op het Jourdanplein, in het hart van de Europese wijk in Brussel, een project dat werd gesteund door de Europese Commissie.
Als pionier van de neuro-esthetica beweging, heeft Guillaume Bottazzi (anno 2021) bijna honderd werken in de openbare ruimte gemaakt die deel uitmaken van een globale reflectie, waarin verschillende contextuele parameters worden geïntegreerd.

## Werken
In het werk van Guillaume Bottazzi verwijst het diffuse licht naar andere ruimten, buiten het veld van het werk. Delen verdwijnen in de drager, een integrerend deel van het werk, en geven een indruk van oneindigheid die ongrijpbare elementen en etherische vormen creëren. Het licht bevindt zich in een onzekere ruimte, een indruk die nog wordt versterkt door het abstracte karakter van zijn werken (abstracte kunst). Zijn poëtische schilderijen geven een indruk van vreemdheid. Zijn omgevingswerken, vaak monumentaal, zijn bedoeld om de toeschouwer onder te dompelen, hem tot acteur te maken en hem ertoe aan te zetten met hen mee te evolueren. Zij zijn bedoeld om de cognitieve ontwikkeling (kennis) aan te moedigen door de waarnemer een creatieve uitwerking op te leggen. De werken van de kunstenaar kunnen worden geclassificeerd als over-moderne abstractie, zo genoemd door de kunstcriticus Hans Belting. De psychologische benadering van de kunstenaar, gebaseerd op wetenschappelijke gegevens zoals Eric Kandel, Antonio Damasio, Helmut Leder., leidt hem ertoe zijn aandacht op de toeschouwer te richten

## Galerij

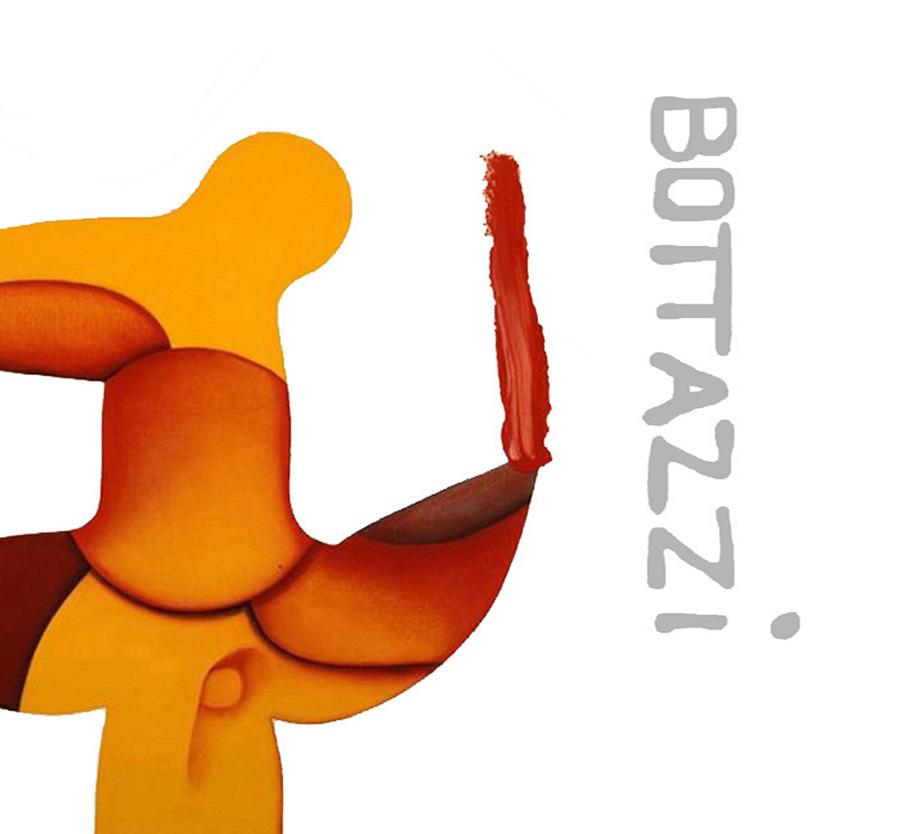
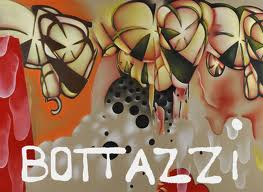
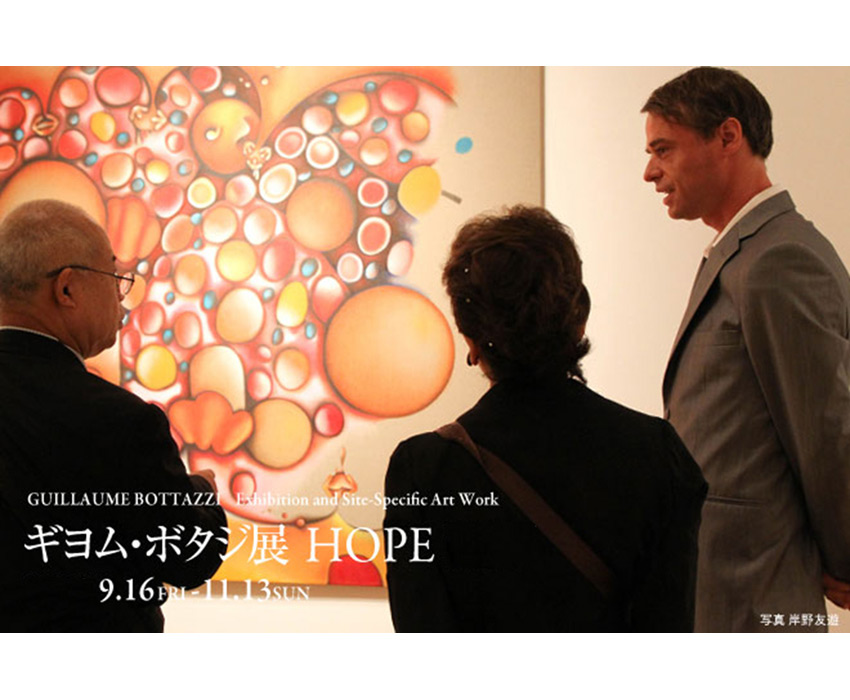
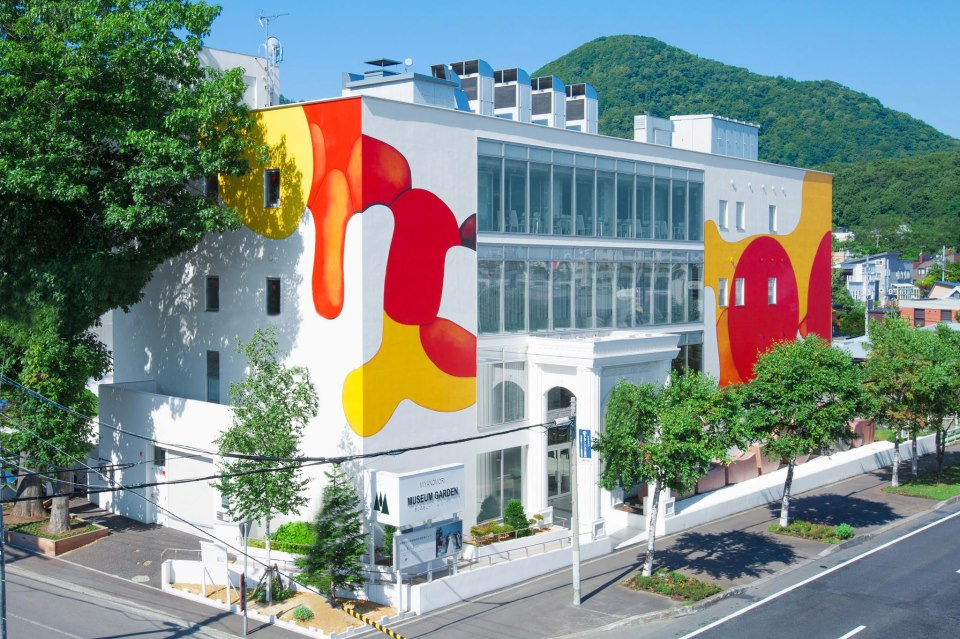
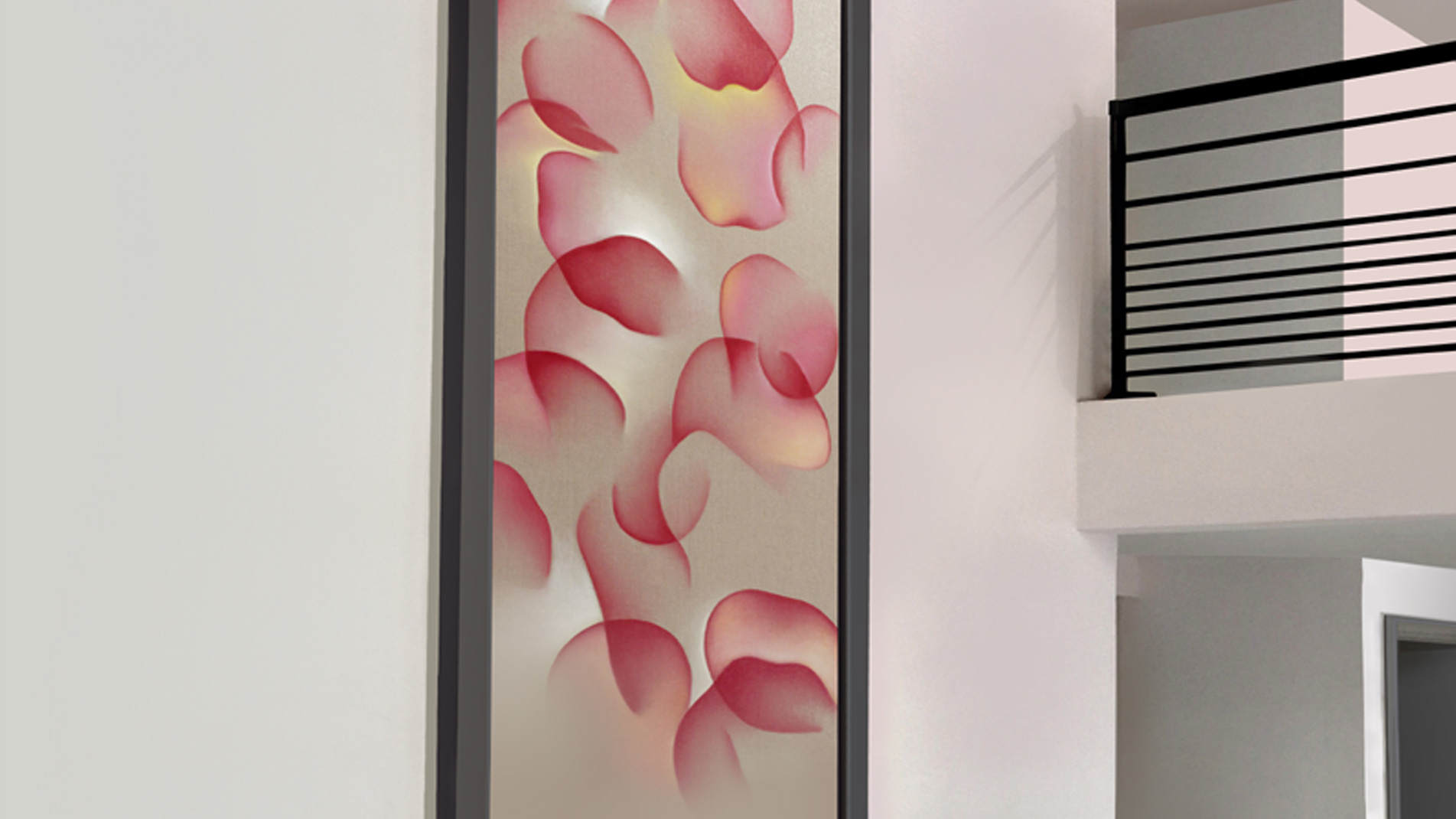
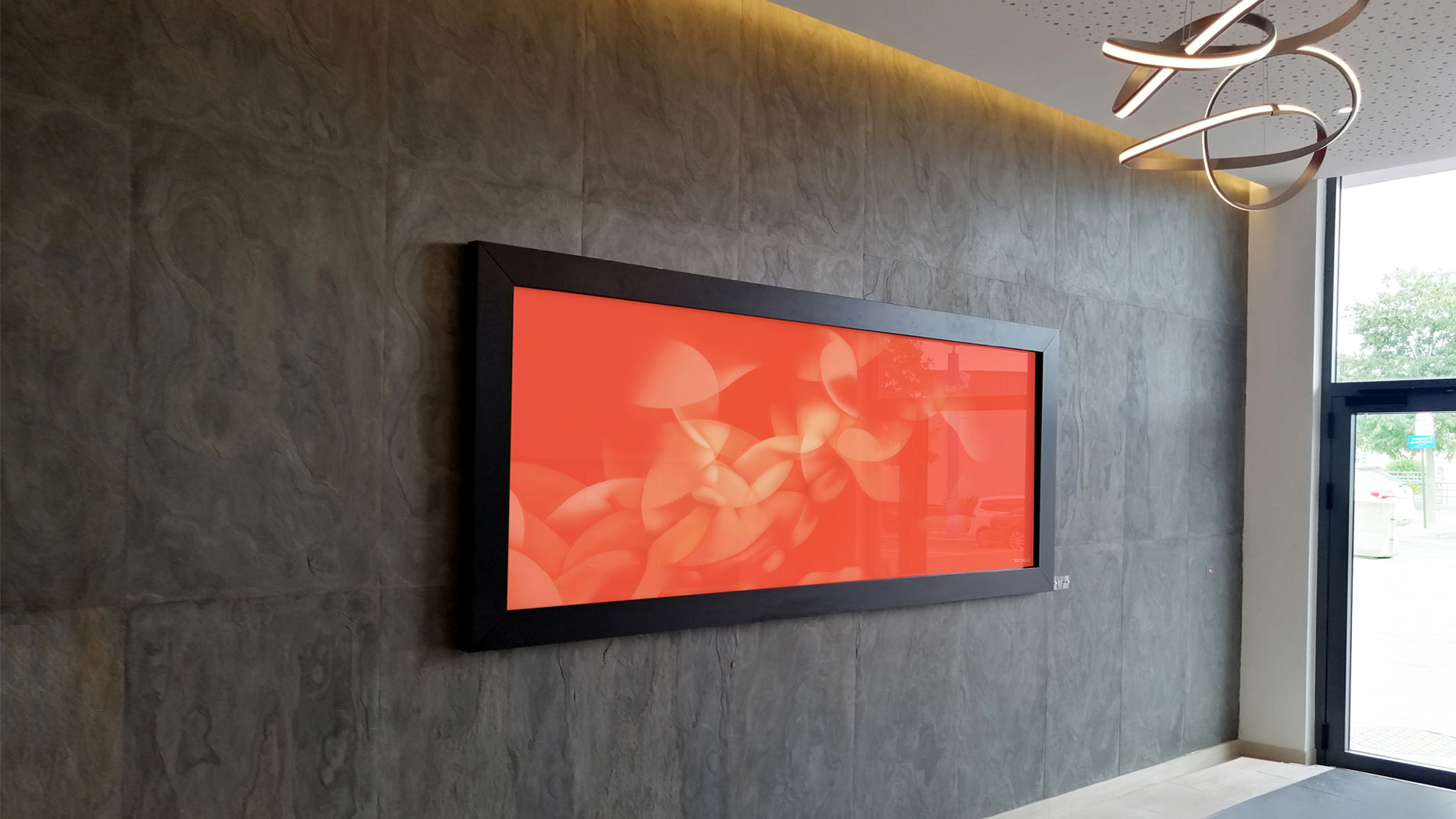
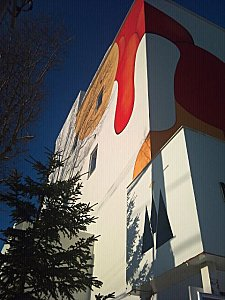
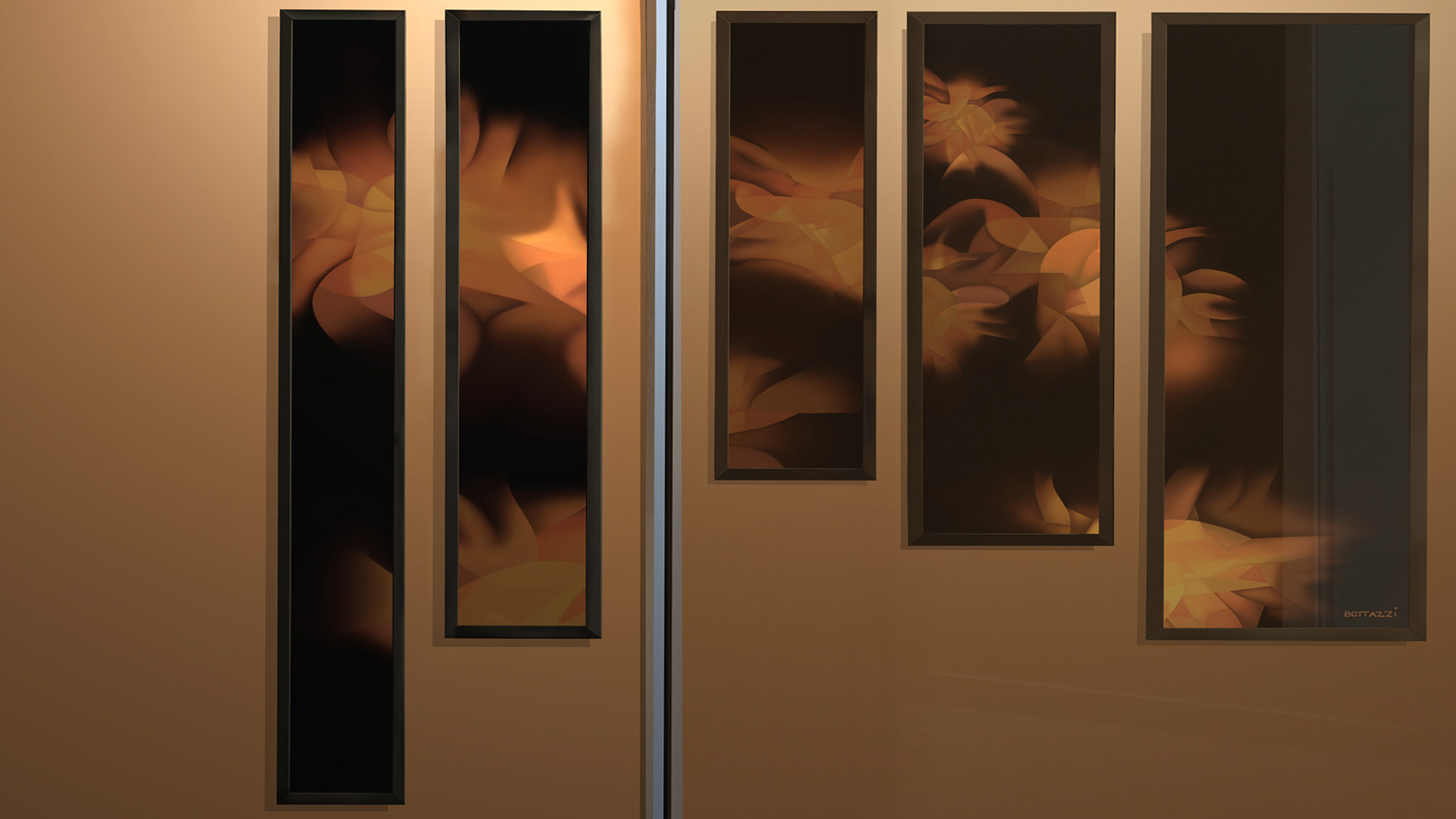
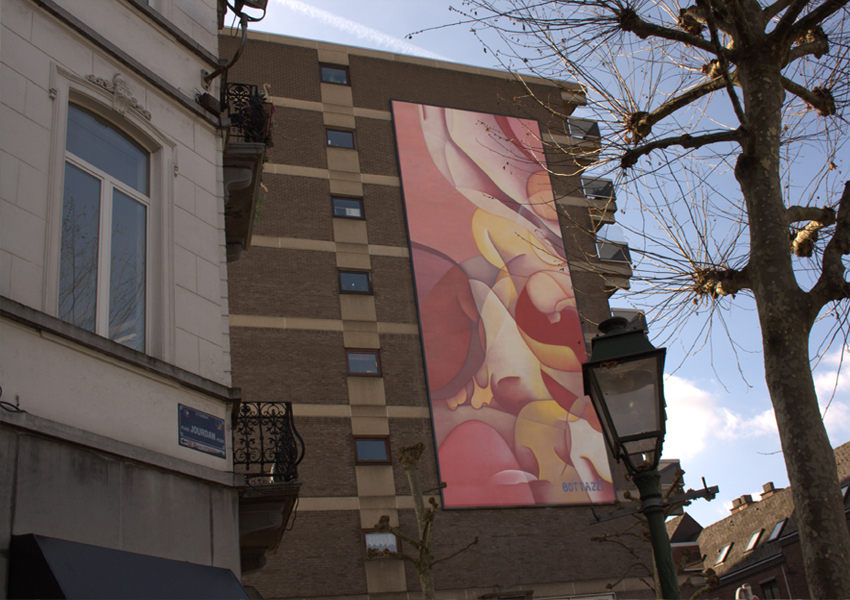
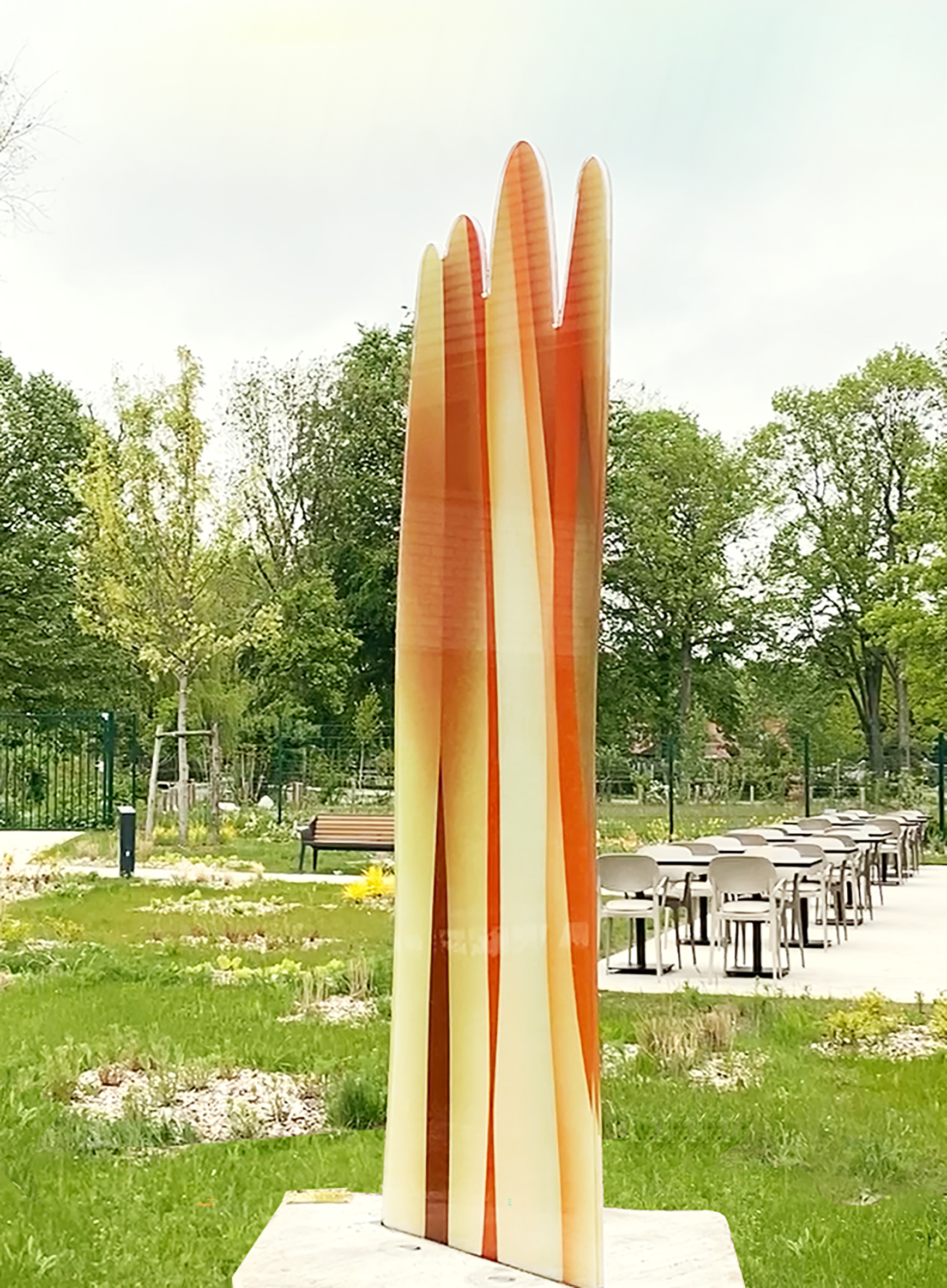
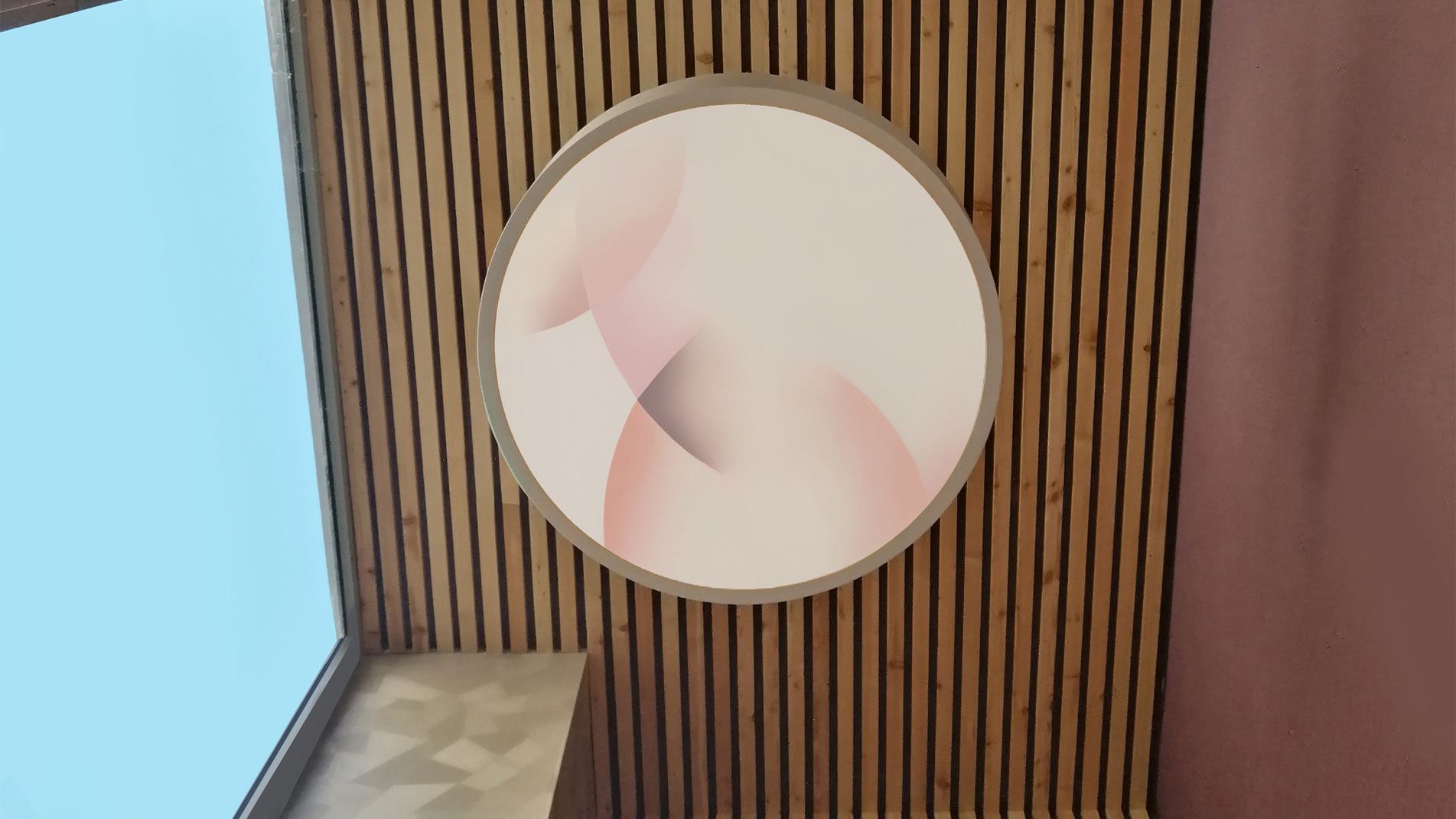
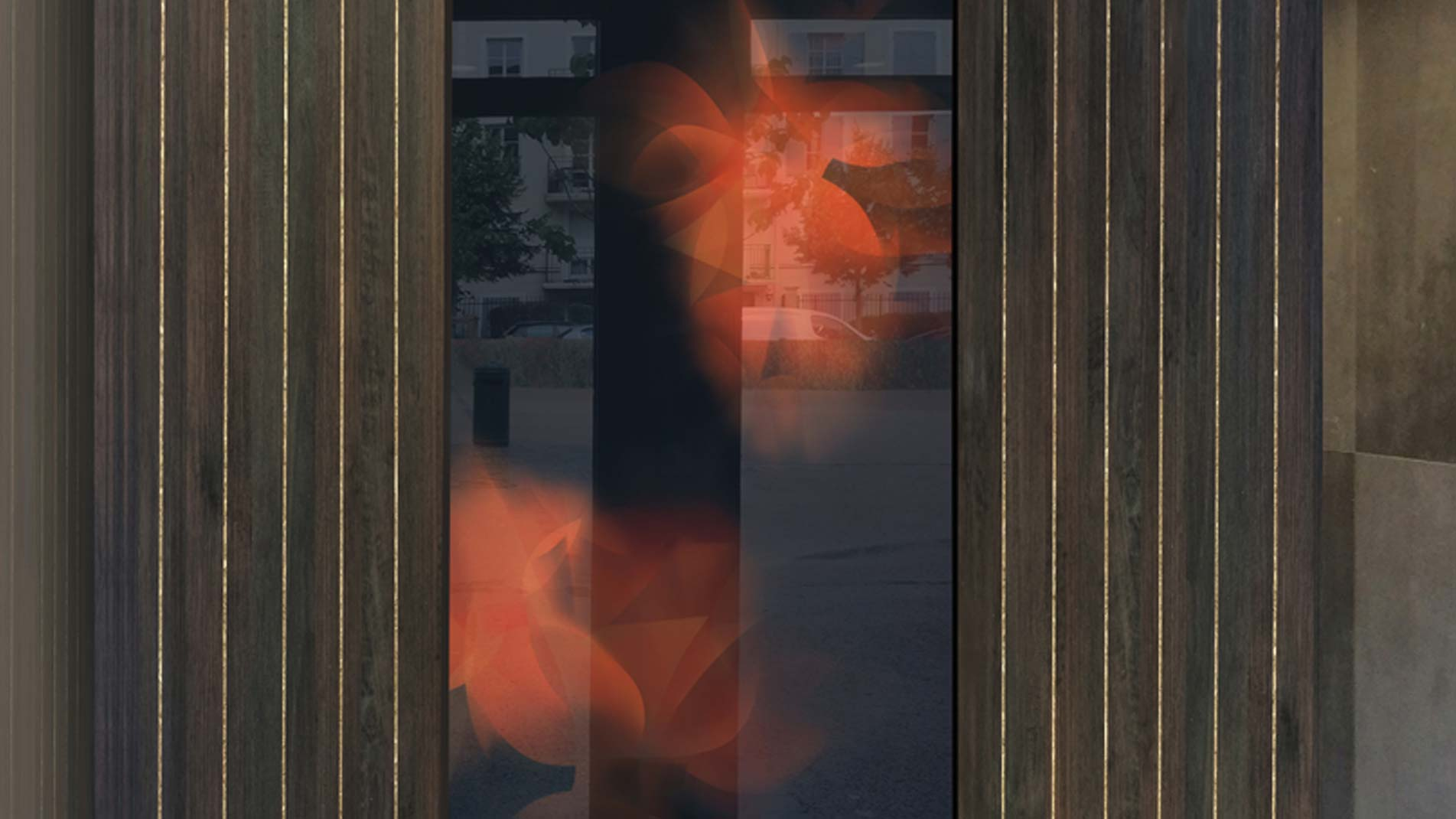